# Chemnad
Chemnad es una ciudad censal situada en el distrito de Kasaragod en el estado de Kerala (India). Su población es de 14323 habitantes (2011). Se encuentra a 4 km de Kasaragod y a 51 km de Mangalore.

## Demografía
Según el censo de 2011 la población de Chemnad era de 14323 habitantes, de los cuales 6662 eran hombres y 7661 eran mujeres. Chemnad tiene una tasa media de alfabetización del 94,44%, inferior a la media estatal del 94%: la alfabetización masculina es del 96,41%, y la alfabetización femenina del 92,78%.